# Sabak Bernam
Huyện Sabak Bernam là một huyện thuộc bang Selangor của Malaysia. Huyện Sabak Bernam có dân số thời điểm năm 2010 ước tính khoảng 106158 người.